# Camembert Electrique
Camembert Electrique è il secondo album dei Gong. Fu registrato durante le fasi di luna piena di maggio, giugno e settembre del 1971 al Château d'Hérouville vicino a Parigi, in Francia. Fu prodotto da Pierre Lattes e Jean Karakos, boss della BYG Actuel che lo pubblicò, ne fu il produttore esecutivo.
È stato definito il prequel della mitologia Gong, poiché contiene riferimenti alla storia poi trattata diffusamente nei tre album successivi. In realtà, in un testo dell'album d'esordio Magick Brother, Mystic Sister erano già comparsi i pot head pixies, folletti che annunciano il collegamento tra la Terra e il pianeta Gong.

## Il disco
Dopo il debutto discografico del 1970 i Gong registrano Camembert Electrique. I testi approfondiscono i temi della mitologia Gong con Daevid Allen alla chitarra, Didier Malherbe al sax e il batterista Pip Pyle che dopo questo disco lascerà il gruppo per diverso tempo.
Nel brano Tropical Fish: Selene, Gilli Smyth esibisce il suo tipico timbro vocale sussurrato, noto come: space whispers (sussurri spaziali).

## Edizioni
Fu pubblicato per la prima volta in Francia nel 1971 dalla BYG Actuel (nr. di catalogo 529.353), e fu ristampato dalla Virgin Records (nr. di catalogo VC-502) nel 1974. In questa occasione fu venduto al prezzo promozionale di 59 pence, e per questo motivo gli fu negato l'ingresso nelle classifiche di vendita. Sempre nel 1974 e nel 1976 uscì in due edizioni della Caroline Records. Verso la fine degli anni settanta fu pubblicato dalla Charly Records e più recentemente dalla Snapper Music in CD e dalla Get Back Records in vinile.

## Tracce
Testi e musiche di Daevid Allen, eccetto dove indicato.
Lato A
1. Radio Gnome Prediction – 0:26
2. You Can't Kill Me – 6:23
3. I've Bin Stone Before / Mister Long Shanks / O Mother – 4:53
4. I Am Your Fantasy – 3:41 (Gilli Smyth, Christian Tritsch)
5. Dynamite / I Am Your Animal – 4:32 (Smyth, Tritsch)
6. Wet Cheese Delirium – 0:29

Lato B
1. Squeezing Sponges over Policemen's Heads – 0:13
2. Fohat Digs Holes in Space – 6:24 (Allen, Smyth)
3. And You Tried So Hard – 4:39 (Allen, Tritsch)
4. Tropical Fish / Selene – 7:36
5. Gnome the Second – 0:26

## Formazione
Tra parentesi, i soprannomi dei musicisti come compaiono sulla copertina dell'album.
- Daevid Allen (Bert Camembert) – voce, chitarra, basso (traccia: 9)
- Gilli Smyth (Shakti Yoni) – voce
- Didier Malherbe (Bloomdido Bad De Grass) – sassofono, flauto
- Christian Tritsch (Submarine Captain) – basso, chitarra (traccia: 9)
- Pip Pyle – batteria

Ospiti
- Eddy Louiss – pianoforte, organo (traccia: 3)
- Constantin Simonovitch – pianoforte con phaser (traccia: 5)